# Blanquicos
Les blanquicos sont de petits boudins blancs qui font partie de la tradition culinaire pied-noir avec, comme toutes les charcuteries pied-noires, une origine espagnole  ou italienne 
(blanco signifie « blanc » en espagnol, avec ici un suffixe diminutif ; blanquico signifie « le petit blanc »).

## Description
Les blanquicos sont composés de viande de porc ou viande de bœuf, sel, poivre, muscade et cannelle.
Ils mesurent de 10 à 15 cm de long et sont embossés dans un boyau de porc de 32 à 36 mm.
Ils sont tout d'abord cuits dans un court-bouillon lors de la phase de fabrication.
On les déguste ensuite légèrement grillés, ou incorporés dans des plats, comme le potage.